# Piazza Lenin (Donec'k)
La piazza Lenin (in ucraino Площа Леніна?, Plošča Lenina; in russo Площадь Ленина?, Ploščad' Lenina) è la piazza principale della città di Donec'k, situata in Ucraina. La piazza è situata tra le seguenti strade: il viale Artem, il viale Postyšev, il viale Gurov e il viale Komsomol.
A differenza di altre piazze che portavano il nome di Lenin situate nei paesi dell'ex Unione Sovietica, che vennero rinominate, questa ha mantenuto il proprio nome anche dopo la caduta dell'URSS. Inoltre, la statua di Vladimir Lenin situata nella piazza è una delle poche del paese a non essere stata abbattuta durante le proteste dell'Euromaidan.

## Storia

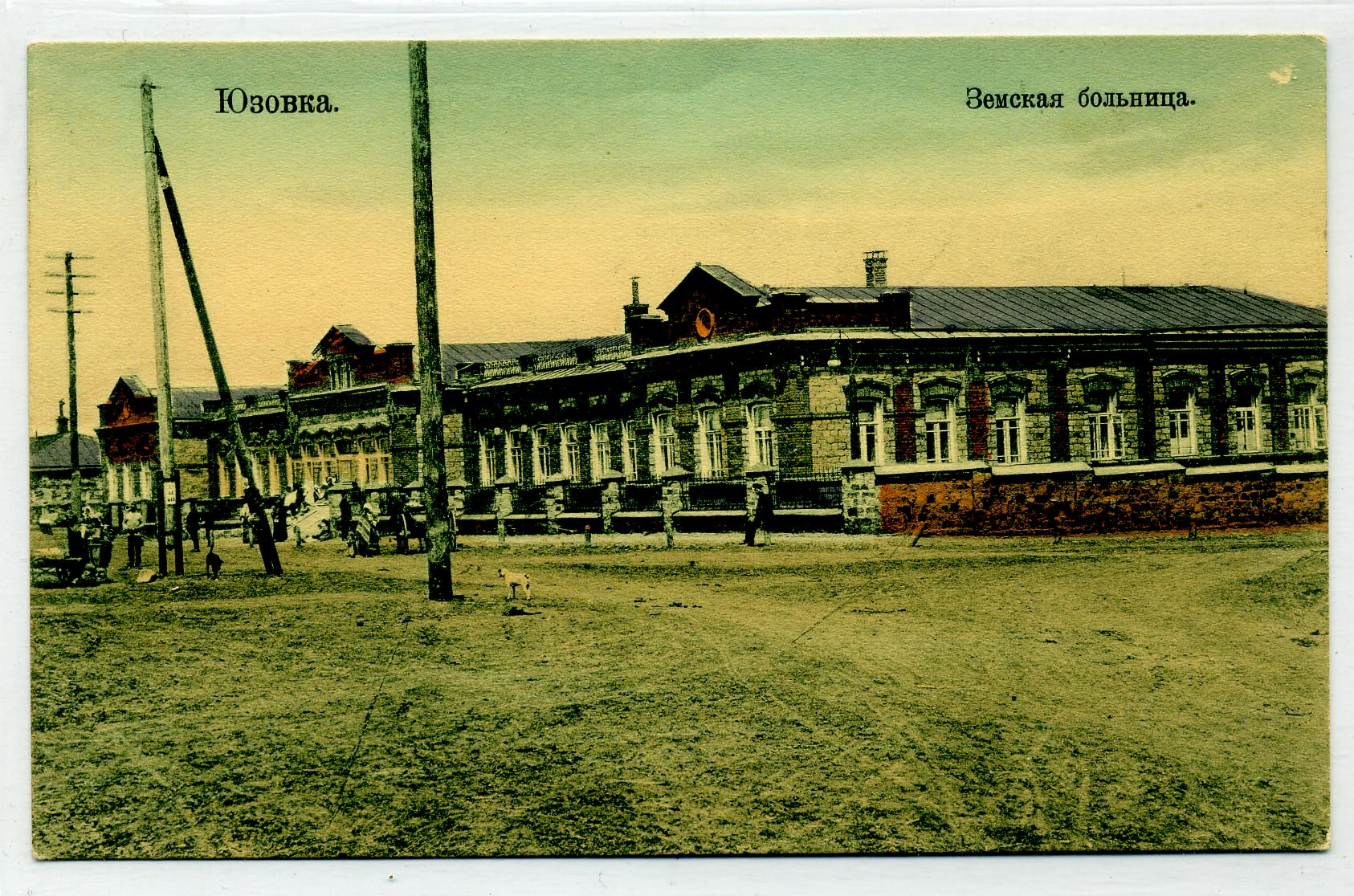
L'area dove sorgerà la piazza nel 1910.

La piazza nacque tra il 1927 e il 1967, venendo costruita al posto di un antico mercato del fieno che segnava il confine meridionale di Juzovka (l'antico nome di Donec'k) e che era fiancheggiato da alcune abitazioni e delle fabbriche. All'inizio soprannominata "Piazza del Fieno", nel 1927 divenne ufficialmente la "Piazza Sovietica" (in ucraino Площа Радянська?, Plošča Radjans'ka; in russo Площадь Советская?, Ploščad' Sovetskaja) e prese il nome attuale solo negli anni Sessanta.
In origine, la piazza occupava un'area più piccola ed era circondata da una fabbrica di chiodi e attrezzi, un deposito di tram, il palazzo Bogomolov e le scuderie della miniera. Nel palazzo Bogomolov avevano luogo le riunioni dell'assemblea della nobiltà locale; durante la guerra civile russa era la sede dello stato maggiore di Antonov-Ovseenko.
La casa dei soviet e l'edificio delle imprese statali furono costruiti nel 1929, al posto del palazzo Bogomolov e delle scuderie. Nel 1931 venne costruita una sala da concerto nell'edificio delle imprese statali per ospitare l'Orchestra Filarmonica regionale. L'albergo Donbass (per lo più noto con il suo nome inglese, Donbass Palace), venne innalzato nel 1938.
Nel 1949, il centro della città fu soggetto ai lavori da parte degli architetti Orechov, Berberov e Bondarenko, che seguivano il progetto dell'Istituto statale per lo Sviluppo, e alla piazza venne data la sua forma rettangolare (140 x 480 metri). Venne inoltre innalzata una statua dedicata a Lenin.
All'inizio degli anni Cinquanta, a fianco del viale Postyšev vennero costruiti degli immobili amministrativi e delle abitazioni. Nel 1961 venne terminata la costruzione del teatro nazionale. Per il centenario della nascita di Vladimir Il'ič Ul'janov, nel 1966, nella piazza venne costruita una nuova statua del politico, mentre quella già esistente venne spostata nella Piazza della Vittoria.
In seguito all'autoproclamata indipendenza della repubblica di Donec'k, la piazza è divenuta un luogo di manifestazioni filorusse contro il governo ucraino.

## Luoghi d'interesse
I principali punti della piazza sono:
- Cattedrale della Trasfigurazione.
- Palazzo dell'amministrazione del distretto cittadino.
- Sede dell'Orchestra Filarmonica regionale.
- Donbass Palace, albergo.
- Ministero dell'Industria del carbone.
- Teatro nazionale.

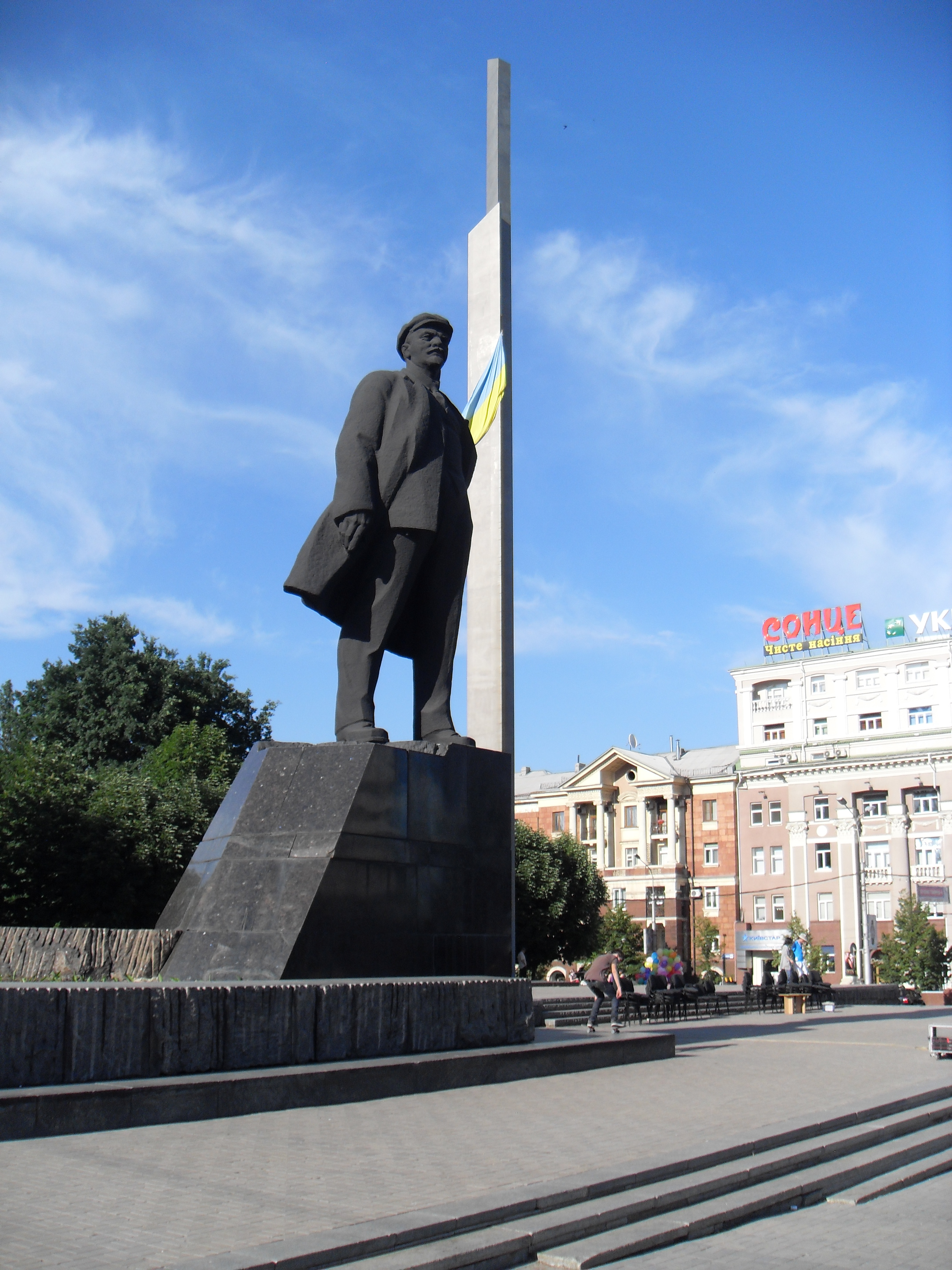
Statua di Lenin.
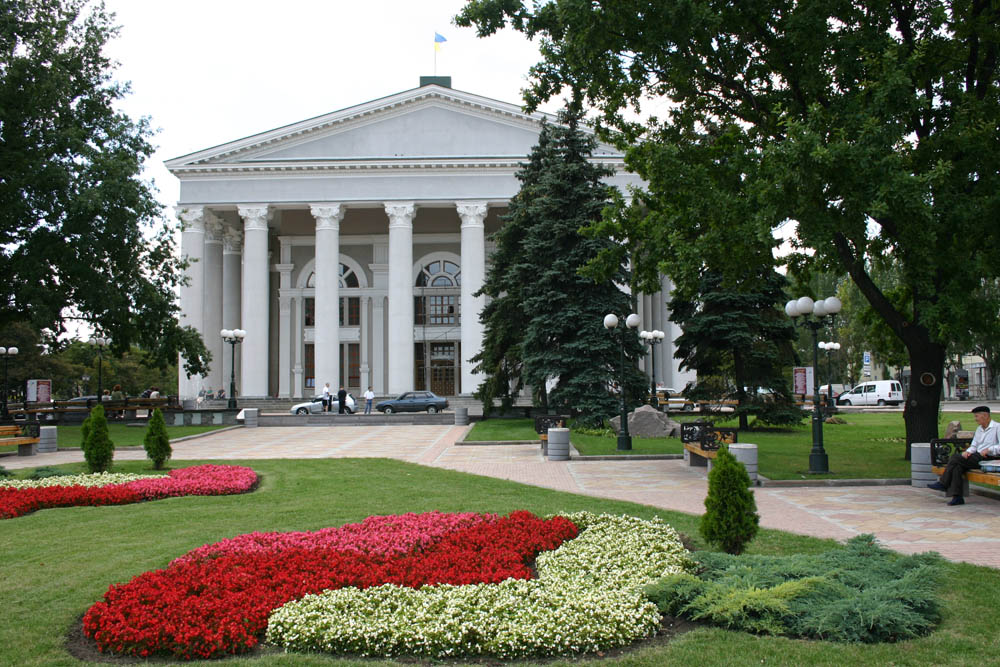
La facciata del teatro nazionale, costruito nel 1961.
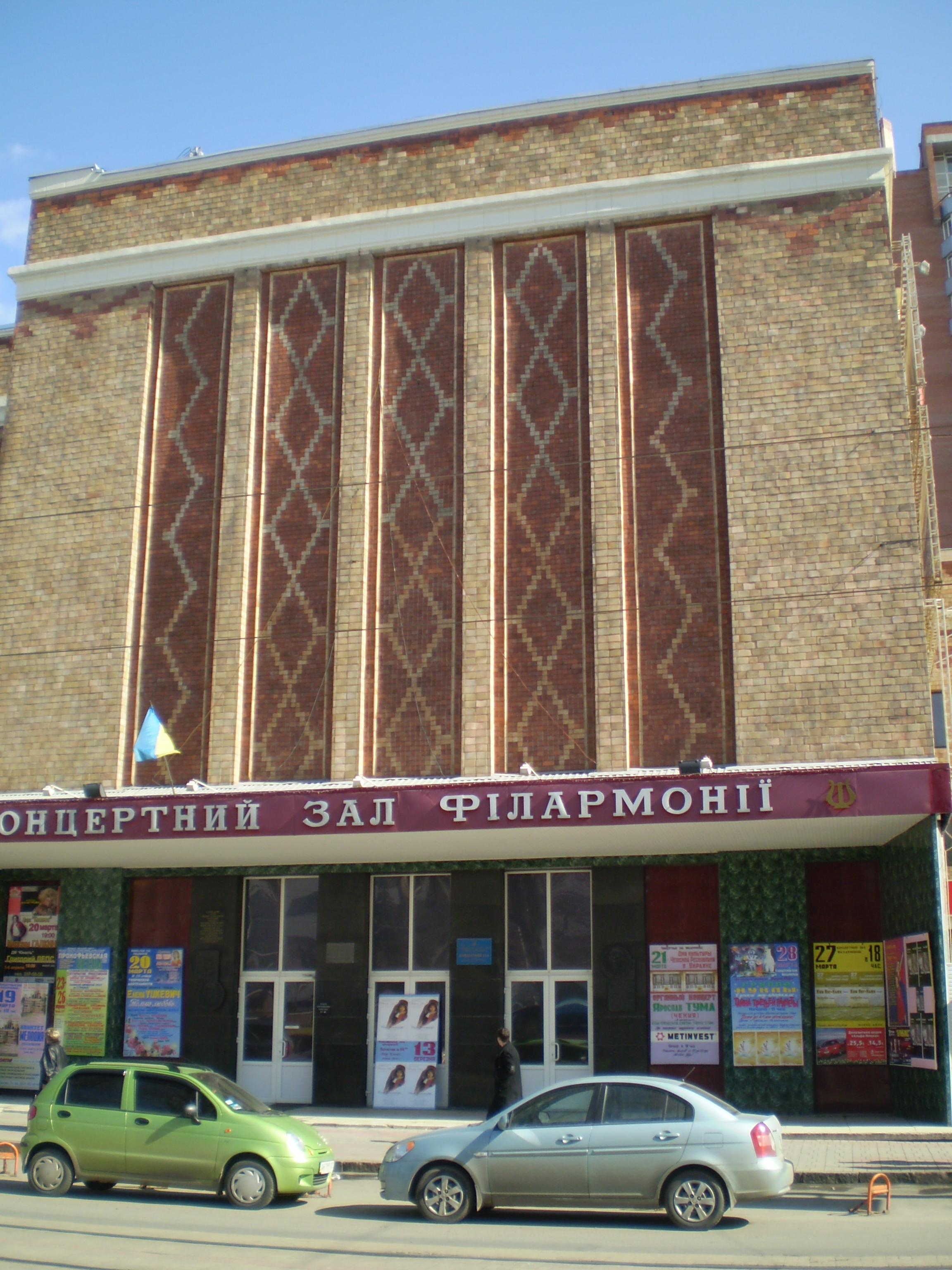
La facciata della sede dell'Orchestra Filarmonica della città.

- La giovinezza, scultura di Vladimir Pavlovič Matvienko.  - Statua di Lenin
  - La facciata del teatro nazionale, costruito nel 1961.
  - La facciata della sede dell'Orchestra Filarmonica della città.